# 데스포르치바 페호비아리아

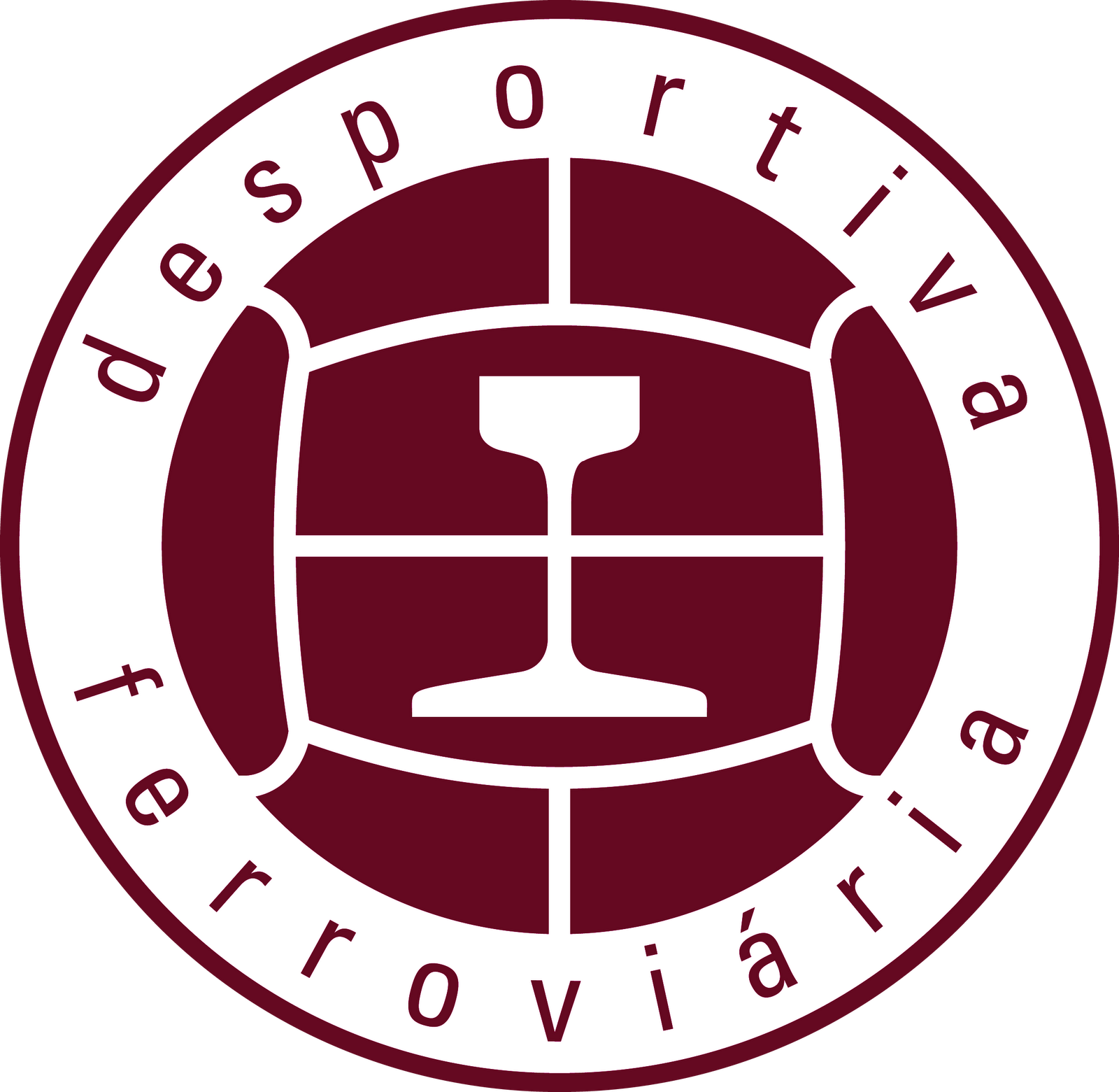

아소시아상 데스포르치바 페호비아리아 발리 두 히우 도시(포르투갈어: Associação Desportiva Ferroviária Vale do Rio Doce) 또는 데스포르치바 페호비아리아(포르투갈어: Desportiva Ferroviária)로 불리는 브라질의 축구단으로 이스피리투산투주의 카리아시카를 연고로 한다. 2017년 현재 브라질 축구 4부 리그 캄페오나투 브라질레이루 세리이 D에 참가하고 있다.

## 대회 경력
- 캄페오나투 카피사바
  - 우승 (18) : 1964, 1965, 1967, 1972, 1974, 1977, 1979, 1980, 1981, 1984, 1986, 1989, 1992, 1994, 1996, 2000, 2013, 2016
- 코파 이스피리투산투
  - 우승 (2) : 2008, 2012
- 타사 시다지 지 비토리아
  - 우승 (2) : 1966, 1968
- 토르네이우 이니시우
  - 우승 (1) : 1967